# Zygiella nearctica
Zygiella nearctica är en spindelart som beskrevs av Willis J. Gertsch 1964. Zygiella nearctica ingår i släktet Zygiella och familjen hjulspindlar. Inga underarter finns listade i Catalogue of Life.